# Ted Weems

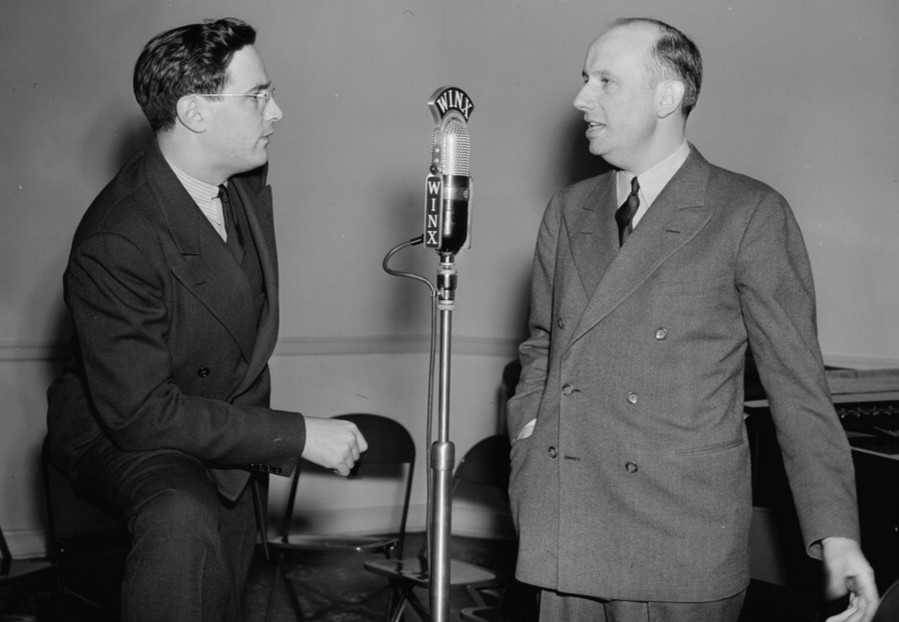
Ted Weems (rechts) mit William P. Gottlieb, WINX Studio, Washington, D.C., ca. 1940 (Foto: Delia Potofsky Gottlieb)

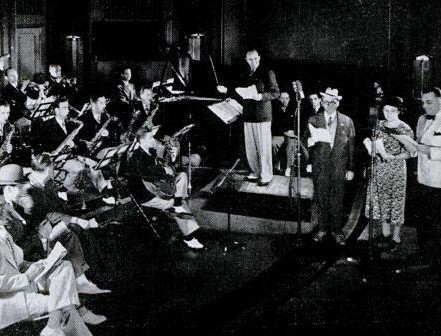
Ted Weems Orchestra 1937

Wilfred Theodore „Ted“ Weems, eigentlich Wemyes, (* 26. September 1901 in Pitcairn, Pennsylvania; † 6. Mai 1963 in Tulsa) war ein US-amerikanischer Jazz-Posaunist, Violinist und Bandleader.

## Leben
Weems lernte Posaune und Violine und leitete mit seinem Bruder Art (ein Trompeter und Sänger) als Student an der University of Pennsylvania eine Tanzband. 1923 wurden sie professionell, tourten und nahmen für Victor auf. 1924 hatten sie einen Nummer-eins-Hit mit „Somebody Stole My Gal“. Um 1925 zogen sie nach Chicago. 1929 hatten sie Hits mit „Piccolo Pete“ und „The Man from the South“, die sie für die neu gegründete Music Corporation of America eingespielt hatten. In dieser Zeit galt Weems’ Orchester als eine der populärsten Territory Bands des Mittleren Westens.
In den 1930er Jahren wurden sie mit mehreren gesponserten landesweiten Radiosendungen populär, unter anderem mit „Jack Bennys Canada Dry“ Show und später in der „Fibber McGee and Molly Show“ und in „Beat the Band“. 1936 begann der Sänger Perry Como seine Karriere bei der Band, als auch Aufnahmen für Decca entstanden. Weitere Sänger waren der pfeifende Elmo Tanner, Marilyn Maxwell, die auch in vielen Bob Hope Filmen mitwirkte, und Red Ingle. Während des Zweiten Weltkriegs leitete er die Band der US-Handelsmarine (ab 1942). 1947 feierte seine Single „Heartache“ im Süden der USA ein Comeback; Victor landete mit der alten Version von 1933 einen Nummer-eins-Hit. In dieser Zeit gründete er seine Big Band neu und nahm für Mercury Hits wie Peg o’ My Heart oder „Mickey“ auf. 1953 gab Weems seine Band auf und wurde am Ende der Dekade Disc Jockey in Memphis (Tennessee) und später Manager in der Holiday-Inn-Hotelkette. Nur noch gelegentlich trat er mit seiner Band Anfang der 1960er-Jahre im Mittleren Westen auf. Während einer dieser Tourneen wurde Weems im März 1963 mit einem Emphysem in ein Krankenhaus in Tulsa eingeliefert, wo er sieben Wochen später verstarb.